# Kívánságműsor (Kovács Kati-album)
A Kívánságműsor Kovács Kati tizenhatodik nagylemeze, mely 1986-ban jelent meg. Az album válogatás az 1967 és 1981 közötti sikereiből. A lemez legkésőbb készült dala a Hol vagy, Józsi, amely 1982-ben jelent meg kislemezen, de a koncerteken már 1981-ben énekelte, és valószínűleg a felvétel is akkor készülhetett, ugyanis a válogatásalbumon 1981-es dátummal szerepel. A lemez címét az ihlette, hogy az énekesnő koncertjein rendszeresen elénekli a közönség soraiból bekiabált kívánságdalokat. Többször nyilatkozta, hogy legismertebb dalainak csak egy része kapott helyet ezen az albumon. Eredetileg nem 15, hanem 17 dal került volna rá, de A festő és a fecskék és a Hívlak c. művek a próbalemez nem megfelelő hangzása miatt lekerültek a válogatásról. A lemaradt két dal mindkét oldal 2. száma lett volna.

## Dalok
- A

1. Nem leszek a játékszered (Gyulai–Gaál János–Hajnal István)
2. Hull a hó a kéklő hegyeken (Aldobolyi Nagy György–Tóth Bálint)
3. Mamma Leone (Vaplus–Bradányi Iván)
4. Indián nyár (Losito–Cutugno–Pallavicini–Ward–Bradányi Iván)
5. Egy nagy szerelem (Faiella–Wright–Vándor Kálmán)
6. Bolond az én szívem (Savio–Ambrossino–Vándor Kálmán)
7. Most kéne abbahagyni (Wolf Péter–ifj.Kalmár Tibor)

- B

1. Rock and roller (Presser Gábor)
2. Egy hamvasarcú kisgyerek (Morgan–Vándor Kálmán)
3. Ha legközelebb látlak (Koncz Tibor–Szenes Iván)
4. Add már, Uram az esőt! (Koncz Tibor–Szenes Iván)
5. Találkozás egy régi szerelemmel (Gábor S.Pál–Szenes Iván)
6. Nálad lenni újra jó lenne (Koncz Tibor–Szenes Iván)
7. Hol vagy, Józsi? (Kluger–Vangarde–Byl–Kovács Kati)
8. Búcsú (Koncz Tibor–Sülyi Péter)

## Közreműködők
- Az I. Táncdalfesztivál zenekara
- Expressz együttes
- Locomotiv GT
- Gemini együttes
- Juventus együttes
- Universal együttes
- V '73 együttes